# 1905 no Brasil
Esta é uma cronologia dos fatos acontecimentos de ano 1905 no Brasil.

## Incumbentes
- Presidente do Brasil - Rodrigues Alves (15 de novembro de 1902 - 15 de novembro de 1906)

## Eventos
- 14 de março: Presidente Rodrigues Alves suspende o Estado de Sítio na capital federal, Rio de Janeiro e na comarca de Niterói.[1]
- 13 de Maio: Dia em que Guilherme de Aquino no Recife (capital do estado de Pernambuco) cria o time de futebol Sport Club do Recife.
- 30 de junho: O hino do estado da Paraíba é apresentado pela primeira vez.
- 03 de Agosto: A composição Os Mestres Cantores de Nuremberg, do compositor Richard Wagner, é apresentada pela primeira vez no Brasil, na cidade do Rio de Janeiro, da capital da época.[2]
- 11 de dezembro: Dom Joaquim Arcoverde de Albuquerque Cavalcanti torna-se o primeiro cardeal do Brasil e da América Latina.[3]
- 24 de dezembro: A Pinacoteca do Estado de São Paulo é fundada em São Paulo.

## Nascimentos
- 28 de fevereiro: Fausto dos Santos, futebolista (m. 1939).
- 7 de novembro: Aurélio de Lira Tavares, general-de-exército, um membro da junta militar de 1969 (m. 1998).
- 4 de dezembro: Emílio Garrastazu Médici, 28° presidente do Brasil (m. 1985).
- 31 de dezembro: Arrelia, palhaço (m. 2005).

## Mortes
- 29 de janeiro: José do Patrocínio, jornalista e escritor (n. 1853).
- 23 de setembro: Padre Francisco de Paula Victor, sacerdote da Igreja Católica Apostólica Romana (n. 1827).
- 7 de outubro: Pedro Américo, um dos mais importantes pintores acadêmicos do país (n. 1843).[4]